# Cara Mia
"Cara Mia" is een nummer van de Britse zanger David Whitfield uit 1954. In 1965 bracht de Amerikaanse band Jay and the Americans het uit op het album Blockbusters. In 1980 werd deze versie een hit in het Nederlandse taalgebied.

## Achtergrond
"Cara Mia" is geschreven door Bunny Lewis en Annunzio Paolo Mantovani onder de pseudoniemen Lee Lange en Tulio Trapani. De Italiaanse titel is naar het Nederlands te vertalen als "mijn lief". Het werd in 1954 voor het eerst opgenomen door David Whitfield onder begeleiding van het orkest van Mantovani. Het werd een top 10-hit in de Verenigde Staten en stond in het Verenigd Koninkrijk tien weken op de eerste plaats in de UK Singles Chart. Met drieënhalf miljoen verkochte kopieën wereldwijd werd het een van de meest succesvolle Britse platen voor aanvang van de rock-'n-roll.
In 1965 nam Jay and the Americans een cover van "Cara Mia" op voor hun album Blockbusters. Het werd een nummer 1-hit in Canada en kwam in de Amerikaanse Billboard Hot 100 tot de vierde plaats. Ook kwam het in Nieuw-Zeeland op de derde positie terecht. In Nederland kwam de single niet verder dan twee weken in de Top 40, met als piekpositie plaats 34. In 1980 kwam het in Nederland wederom in de belangstelling toen Frits Spits het regelmatig in zijn radioprogramma De Avondspits ging draaien. Hierop werd het opnieuw als single uitgebracht en werd het een nummer 1-hit in de Top 40 en de Nationale Hitparade, alsmede in een voorloper van de Vlaamse Ultratop 50.
"Cara Mia" is ook gecoverd door onder meer Gene Ammons, José Carreras, Richard Clayderman, Helen Forrest, Mario del Monaco, Jaime Morey, Gene Pitney, Nikolai Volkoff en Slim Whitman.

## Hitnoteringen

### Nederlandse Top 40
| Hitnotering week 1 t/m 2: 17-07-1965 t/m 24-07-1965 Hitnotering week 3 t/m 15: 24-05-1980 t/m 16-08-1980 | Hitnotering week 1 t/m 2: 17-07-1965 t/m 24-07-1965 Hitnotering week 3 t/m 15: 24-05-1980 t/m 16-08-1980 | Hitnotering week 1 t/m 2: 17-07-1965 t/m 24-07-1965 Hitnotering week 3 t/m 15: 24-05-1980 t/m 16-08-1980 | Hitnotering week 1 t/m 2: 17-07-1965 t/m 24-07-1965 Hitnotering week 3 t/m 15: 24-05-1980 t/m 16-08-1980 | Hitnotering week 1 t/m 2: 17-07-1965 t/m 24-07-1965 Hitnotering week 3 t/m 15: 24-05-1980 t/m 16-08-1980 | Hitnotering week 1 t/m 2: 17-07-1965 t/m 24-07-1965 Hitnotering week 3 t/m 15: 24-05-1980 t/m 16-08-1980 | Hitnotering week 1 t/m 2: 17-07-1965 t/m 24-07-1965 Hitnotering week 3 t/m 15: 24-05-1980 t/m 16-08-1980 | Hitnotering week 1 t/m 2: 17-07-1965 t/m 24-07-1965 Hitnotering week 3 t/m 15: 24-05-1980 t/m 16-08-1980 | Hitnotering week 1 t/m 2: 17-07-1965 t/m 24-07-1965 Hitnotering week 3 t/m 15: 24-05-1980 t/m 16-08-1980 | Hitnotering week 1 t/m 2: 17-07-1965 t/m 24-07-1965 Hitnotering week 3 t/m 15: 24-05-1980 t/m 16-08-1980 | Hitnotering week 1 t/m 2: 17-07-1965 t/m 24-07-1965 Hitnotering week 3 t/m 15: 24-05-1980 t/m 16-08-1980 | Hitnotering week 1 t/m 2: 17-07-1965 t/m 24-07-1965 Hitnotering week 3 t/m 15: 24-05-1980 t/m 16-08-1980 | Hitnotering week 1 t/m 2: 17-07-1965 t/m 24-07-1965 Hitnotering week 3 t/m 15: 24-05-1980 t/m 16-08-1980 | Hitnotering week 1 t/m 2: 17-07-1965 t/m 24-07-1965 Hitnotering week 3 t/m 15: 24-05-1980 t/m 16-08-1980 | Hitnotering week 1 t/m 2: 17-07-1965 t/m 24-07-1965 Hitnotering week 3 t/m 15: 24-05-1980 t/m 16-08-1980 | Hitnotering week 1 t/m 2: 17-07-1965 t/m 24-07-1965 Hitnotering week 3 t/m 15: 24-05-1980 t/m 16-08-1980 | Hitnotering week 1 t/m 2: 17-07-1965 t/m 24-07-1965 Hitnotering week 3 t/m 15: 24-05-1980 t/m 16-08-1980 | Hitnotering week 1 t/m 2: 17-07-1965 t/m 24-07-1965 Hitnotering week 3 t/m 15: 24-05-1980 t/m 16-08-1980 |
| Week | 1 | 2 | | 3 | 4 | 5 | 6 | 7 | 8 | 9 | 10 | 11 | 12 | 13 | 14 | 15 | |
| --- | --- | --- | --- | --- | --- | --- | --- | --- | --- | --- | --- | --- | --- | --- | --- | --- | --- |
| Nummer                                                                                                   | 37 | 34 | uit | 30 | 17 | 7 | 3 | 1 | 1 | 1 | 2 | 4 | 11 | 14 | 25 | 40 | uit |

### Nationale Hitparade
| Hitnotering: 31-05-1980 t/m 23-08-1980 | Hitnotering: 31-05-1980 t/m 23-08-1980 | Hitnotering: 31-05-1980 t/m 23-08-1980 | Hitnotering: 31-05-1980 t/m 23-08-1980 | Hitnotering: 31-05-1980 t/m 23-08-1980 | Hitnotering: 31-05-1980 t/m 23-08-1980 | Hitnotering: 31-05-1980 t/m 23-08-1980 | Hitnotering: 31-05-1980 t/m 23-08-1980 | Hitnotering: 31-05-1980 t/m 23-08-1980 | Hitnotering: 31-05-1980 t/m 23-08-1980 | Hitnotering: 31-05-1980 t/m 23-08-1980 | Hitnotering: 31-05-1980 t/m 23-08-1980 | Hitnotering: 31-05-1980 t/m 23-08-1980 | Hitnotering: 31-05-1980 t/m 23-08-1980 | Hitnotering: 31-05-1980 t/m 23-08-1980 |
| Week                                   | 1                                      | 2                                      | 3                                      | 4                                      | 5                                      | 6                                      | 7                                      | 8                                      | 9                                      | 10                                     | 11                                     | 12                                     | 13                                     |                                        |
| -------------------------------------- | -------------------------------------- | -------------------------------------- | -------------------------------------- | -------------------------------------- | -------------------------------------- | -------------------------------------- | -------------------------------------- | -------------------------------------- | -------------------------------------- | -------------------------------------- | -------------------------------------- | -------------------------------------- | -------------------------------------- | -------------------------------------- |
| Nummer                                 | 28                                     | 8                                      | 4                                      | 3                                      | 2                                      | 1                                      | 2                                      | 5                                      | 5                                      | 15                                     | 19                                     | 26                                     | 31                                     | uit                                    |

### NPO Radio 2 Top 2000
| Nummer met noteringen in de NPO Radio 2 Top 2000 | '99  | '00  | '01  |
| ------------------------------------------------ | ---- | ---- | ---- |
| Cara Mia                                         | 1641 | 1923 | 1574 |

1. ↑  Een vetgedrukt getal geeft de hoogste notering aan.
2. ↑  Deze tabel is bijgewerkt tot en met de laatste editie (2024).